# Dekanat Cieszyn
Dekanat Cieszyn – jeden z 23 dekanatów katolickich wchodzących w skład diecezji bielsko-żywieckiej, w którego skład wchodzi 7 parafii. Dekanat swoją powierzchnią obejmuje miasto Cieszyn. W 2005 dekanat liczył ponad 22 tysiące wiernych.

## Parafie
- Cieszyn: Parafia św. Elżbiety
- Cieszyn: Parafia św. Jerzego
- Cieszyn: Parafia św. Marii Magdaleny
- Cieszyn-Bobrek: Parafia Imienia Najświętszej Maryi Panny
- Cieszyn-Krasna: Parafia Najświętszego Serca Jezusowego
- Cieszyn-Mnisztwo: Parafia Narodzenia św. Jana Chrzciciela
- Cieszyn-Pastwiska: Parafia Opatrzności Bożej

## Duszpasterstwo[2]
- Dziekan: ks. Jacek Gracz
- Wicedziekan: ks. Tomasz Kotlarski
- Ojciec duchowny: o. dr Wit Chlondowski OFM[3]
- Duszpasterz służby liturgicznej: ks. Adrian Pietrasina
- Dekanalny Wizytator Katechizacji: ks. Krzysztof Gardyna
- Dekanalny Duszpasterz Rodzin: ks. Tomasz Kotlarski
- Dekanalny Duszpasterz Młodzieży: ks. Piotr Maślanka

## Historia
Archiprezbiterat (odpowiednik dekanatu w dawnej diecezji wrocławskiej) w Cieszynie był jednym z dwunastu na jakie w średniowieczu dzielił się archidiakonat opolski diecezji wrocławskiej.
Został po raz pierwszy wzmiankowany w sprawozdaniu z poboru świętopietrza z 1335 w diecezji wrocławskiej sporządzonym przez Galharda z Cahors. Powstał prawdopodobnie na początku XIV wieku i przez następnych kilkaset lat miasto stanowiło administracyjno-kościelne centrum dla księstwa cieszyńskiego.
Wspomniane wyżej sprawozdanie wymienia 10 jego parafii: Jasienica (? – Hankendorf), Rudzica (villa Rudgeri), Zebrzydowice (villa Sifridi), Simoradz (Zimoracz), Lipowiec (Lipovecz), Kończyce Małe (? – Cunczendorf), Dębowiec (Bemgard), Leszna (Lezna), Piotrowice (villa Petri), Bludowice (Bluda). Ponadto wymieniono Orłową (z podległym kościołem w Solcy), pod jurysdykcją klasztorną. Nieznane są przyczyny pominięcia pozostałych istniejących wówczas parafii, jak np. cieszyńskiej. Ogólnie założyć można, że na obszarze archiprezbiteratu cieszyńskiego w 1335 funkcjonować mogło już w sumie 17 parafii, oprócz wyżej wymienionych również w Bielsku (Starym), Cieszynie, Frysztacie, Goleszowie, Jamnicy (zob. Frydek), Ogrodzonej. Nieznana jest przynależność parafii w Boguminie, możliwe że należała do dekanatu raciborskiego.
Według kolejnego zachowanego sprawozdania z poboru świętopietrza, tym razem sporządzonego przez archidiakona opolskiego Mikołaja Wolffa w 1447 na Śląsku Cieszyńskim funkcjonowało 50 parafii: Bielsko (Belicz), Bludowice (Bluda), Bruzowice (Bransowicz), Cieszyn (Teschen), Czechowice (Czechowicz), Dębowiec (Bomgarte), Dobra (Dobersey), Domasłowice (Domaslowicz), Dziećmorowice (Ditmari villa), Frydek (Fredek), Frysztat (Freyenstat), Goleszów (Boleschaw), Górki (Gorky), Grodziec (Grodecz), Hażlach (Hazelach), Herzmanice (Hermansdorff), Jabłonków (Jablonka), Jasienica (Heyczendorff), Karwina (Arnoldi villa), Kisielów (Kyselaw), Kończyce (Cunczendorff), Końska (Kanzakowicz), Kula (Czula), Leszna (Lesna), Lutynia (Lutina), Marklowice (Merclowicz), Międzyrzecze (Conradsvalde), Ochaby (Ochabn), Ogrodzona (Ogrodzona), Olbrachcice (Albrothsdorff), Orłowa (Orlovia), Ostrawa (Ostravia), Pietwałd (Petirswalde), Piotrowice (Petirsdorff), Pruchna (Prochna), Ropica (Ropicza), Rudzica (Rudgersdorff), Rychwałd (Reychenwald), Siedliszcze (Czedlicz), Simoradz (Schimoradz), Skoczów (Scotczowa), Stonawa (Stinavia), Sucha (Sucha), Szobiszowice (Sobieschowicz), Szonów (? – Schonwald), Ustroń (Wstrowe), Trzycież (Stzreczicz), Wędrynia (Vandrzina) i Zebrzydowice (Seyfredsdorff). Dekanat obejmował całe ówczesne księstwo, w granicach którego było około 200 miejscowości, a więc średnio parafia obejmowała 4 miejscowości. Na podstawie sumarycznej wysokości opłaty w owym sprawozdaniu liczbę ówczesnych parafian, a więc i mieszkańców Śląska Cieszyńskiego, oszacowano na 9770.
Przed Reformacją zapoczątkowaną w księstwie w latach 40. XVI wieku założono jeszcze parafie w Bielowicku, Cierlicku, Gnojniku, Gruszowie, Gutach, Herzmanicach, Kościelcu (Cierlicku), Mazańcowicach, Nydku, Puńcowie, Racimowie, Rzepiszczu, Skalicy, Strumieniu, Szonowie (o ile nie wcześniej), Szumbarku, Trzanowicach i być może w Wierzbicy.
W okresie Reformacji znaczna część ludności zmieniła wyznanie na luteranizm, przejmując wiele miejscowych kościołów. Pierwszej po soborze trydenckim wizytacji dekanatu dokonał w 1652 archidiakon opolski Bartłomiej Reinhold sporządzając protokoły z odwiedzin parafii w Cieszynie (z filią w Ogrodzonej), Goleszowie, Jabłonkowie, Puńcowie, Dobrej (z filią w Skalicy), Frydku, Bruzowicach (z filią w Siedliszczu), Frysztacie (z filią w Piotrowicach), Strumieniu, Skoczowie (z filią w Bielowicku), Grodźcu, Bielsku, Czechowicach, Orłowej i Rychwałdzie. W rękach katolików znajdowały się kościoły w miastach książęcych w Cieszynie, Jabłonkowie, Skoczowie i Strumieniu, ponadto właśnie odebrano kościoły protestantom w Bielsku i Frysztacie. Pośród kościołów wiejskich do katolików należały świątynie miejscowościach książęcych: Puńcowie, Bielowicku, Lipowcu, Grodźcu, Orłowej, kaplica w Pierśćcu; a z miejscowości szlacheckich w Czechowicach i Piotrowicach. Katolicy dominowali i posiadali kościoły we frydeckim państwie stanowym: Frydku, Dobrej, Skalicy, Bruzowicach i Siedliszczu. W rękach protestantów pozostawały niemal wszystkie pozostałe świątynie we wsiach szlacheckich. Wzmożona akcja kontrreformacyjna rozpoczęła się w 1654, kiedy to 20 marca do Cieszyna przybyli dwaj komisarze cesarscy i jeden biskupi, tworząc specjalną komisję, która odebrała pozostałe w rękach ewangelików 49 kościołów i 1 kaplicę (przy czym nie wszystkie wymienione w 1652 jako będące w rękach ewangelików zostały w sprawozdaniu komisji wymienione). Struktura kościelna wymagała odbudowy. Po odzyskaniu kościołów biskup wrocławski Karol Ferdynand Waza utworzył w Cieszynie komisariat biskupi. Komisarzem został Andrzej Scodonius, arcydziekan opolski i kustosz raciborski, który 15 października podzielił obszar komisariatu na dekanaty, a tych na parafie. Z obszaru dawnego archriprezbiteratu wydzielono 3 nowe: Bielsko, Frydek i Frysztat, a ponadto komisariatowi poddano powstały w 1592 dekanat wodzisławski.
Nowy pomniejszony dekanat cieszyński utworzyło 13 parafii (11 obsadzono proboszczami): Cierlicko, Cieszyn, Dębowiec, Gnojnik (nieobsadzony), Goleszów, Jabłonków, Leszna Górna, Puńców, Ropica, Skoczów, Strumień, Trzycież (nieobsadzony) i Wędrynia.
Po wojnach śląskich Cieszyn został oddzielony od diecezjalnego Wrocławia granicą austriacko-pruską. W 1770 dla habsburskiej części diecezji wrocławskiej utworzono Wikariat Generalny. W okresie józefinizmu powstały nowe parafie, m.in. w Mostach k. Jabłonkowa, Istebnej. Cieszyńską parafię podzielono na dwie: przy dotychczasowym kościele parafialnym i przy kościele klasztornym Dominikanów (zlikwidowaną w 1790), a ponadto wydzielono z niej lokalie w Pogwizdowie, Łąkach i Ogrodzonej. W 1806 z cieszyńskiego wydzielono parafie w Jabłonkowie, Wędryni, Trzycieżu, Mostach k. Jabłonkowa, Istebnej i lokalię w Końskiej i utworzono z nich dekanat w Jabłonkowie. W połowie XIX wieku na dekanat w Cieszynie składało się 6 parafii (Cieszyn (z filią w Zamarskach), Goleszów, Leszna, Pogwizdów, Puńców, Ustroń (z filią w Wiśle)) i dwie lokalie (Łąki i Ogrodzona). Po I wojnie światowej nastąpił konflikt graniczny pomiędzy Polską a Czechosłowacją, w wyniku którego miasto i dekanat zostało przedzielone granicą państwową w 1920.
W 1919 dekanat posiadał 7 parafii i 2 lokalie: Goleszów, Leszna, Łąki (lokalia), Ogrodzona (lokalia), Pogwizdów, Puńców, Cieszyn, Trzyniec, Ustroń. Z powyższych parafia w Trzyńcu i lokalia w Łąkach znalazły się w 1920 w Czechosłowacji. W 1925 wraz z pozostałymi dekanatami cieszyńskiego Wikariatu: Bielsko, Skoczów i Strumień, wszedł w skład nowej diecezji katowickiej.
Według schematyzmu diecezji katowickiej z 1927 na dekanat cieszyński składało się 8 parafii: Cieszyn, Goleszów, Istebna, Leszna Górna, Ogrodzona, Pogwizdów, Puńców i Ustroń. W 1938 do powyższych dołączyła parafia w Hażlachu.
W 1992 dekanat znalazł się w nowo utworzonej diecezji bielsko-żywieckiej. W 1995 z cieszyńskiego wydzielono dekanat Goleszów.